# James Thomas, Jr.
James "J.T." Thomas, Jr. (23 de junho de 1984) foi o vencedor da décima-oitava temporada do reality show americano Survivor: Tocantins e participante da vigésima temporada, Survivor: Heroes vs. Villains.

## Antes do Survivor
James Thomas, Jr nasceu em Samson, Alabama e atualmente reside na cidade de Mobile, Alabama. Thomas é graduado em administração de empresas pela Universidade de Troy no ano de 2007, desta mesma universidade saíram outros dois participantes da série Survivor: Bobby Jon Drinkard de Survivor: Palau e Vecepia Towery vencedora de Survivor: Marquesas.

## Survivor: Tocantins
Em 17 de maio de 2009 foi anunciado, na final ao vivo de Survivor: Tocantins, que ele havia sido votado vencedor da temporada, recebendo todos os sete votos dos participantes que compunham o júri: Brendan Synnott, Tyson Apostol, Sierra Reed, Debra "Debbie" Beebe, Benjamin "Coach" Wade, Tamara "Taj" Johnson-George e Erinn Lobdell e derrotando, ao mesmo tempo, o consultor corporativo e amigo Stephen Fishback. Adicionalmente ao prêmio de um milhão de dólares, J.T. ganhou mais cem mil dólares sendo votado pelo público como o jogador mais popular da temporada, derrotando as outras favoritas do público Taj e Sierra.
J.T. foi a sexta pessoa a ganhar o prêmio de um milhão de dólares pela vitória no programa Survivor sem receber nenhum voto contra durante os Conselhos Tribais, ele foi precedido, respectivamente pelos vencedores Tina Wesson (Survivor: The Australian Outback), Ethan Zohn (Survivor: Africa), Brian Heidik (Survivor: Thailand), Sandra Diaz-Twine (Survivor: Pearl Islands) e Tom Westman (Survivor: Palau).
J.T. foi a segunda pessoa a vencer o programa sendo votado unanimamente pelo júri, sendo precedido pelo vencedor de Survivor: Fiji, Earl Cole e, também, a segunda pessoa a vencer o programa Survivor e, ainda, ser votado pelo público como o jogador mais popular da temporada precedido pelo vencedor de Survivor: Gabon, Robert "Bob" Crowley.
No episódio 04 de Survivor: Tocantins, intitulado The Strongest Man Alive, durante a Prova de Recompensa, J.T. consegue sustentar 99 quilos nas costas por algum tempo, empatando com o recordista prévio na prova Rupert Boneham de Survivor: Pearl Islands.
Na Prova de Imunidade do episódio 05, You´re are Going to Want That Thooth, J.T. quase venceu a prova sozinho pela tribo Jalapao, coletando 4/5 bolas que a tribo precisava para vencer, perdendo um dente durante o processo, mas seus esforços foram sobrepujados por Tyson e Brendan da tribo Timbira que coletaram primeiro as 5 bolas e ganharam a prova. Posteriormente, durante a final ao vivo da temporada, Jeff Probst devolveu o dente de J.T., que o recusou, dizendo que não precisava mais dele, sendo este entregue para sua mãe.

## Survivor: Heroes versus Villains
Em 2010, J.T. retornou para a vigésima temporada de Survivor, intitulada Survivor: Heróis contra Vilões. Por seu estilo de jogo em Survivor: Tocantins e virtudes como honra e integridade, J.T. foi designado para a tribo dos Heróis.

## Participação em episódios de Survivor
J.T. participou de trinta e um episódios de Survivor e permaneceu 39 dias na competição em sua estada no Brasil e 27 dias em Samoa, quando participou de Survivor: Heroes vs. Villains. Ao todo, J.T. já competiu 66 dias de Survivor.
| #  | Ano  | Temporada                                     | Episódio                                                    | Data de transmissão |
| -- | ---- | --------------------------------------------- | ----------------------------------------------------------- | ------------------- |
| 1  | 2009 | Survivor: Tocantins – The Brazilian Highlands | Let's Get Rid of the Weak Players Before We Even Start      | 12 de fevereiro     |
| 2  | 2009 | Survivor: Tocantins – The Brazilian Highlands | The Poison Apple Needs to Go                                | 19 de fevereiro     |
| 3  | 2009 | Survivor: Tocantins – The Brazilian Highlands | Mama Said There'd Be Days Like This                         | 26 de fevereiro     |
| 4  | 2009 | Survivor: Tocantins – The Brazilian Highlands | The Strongest Man Alive                                     | 5 de março          |
| 5  | 2009 | Survivor: Tocantins – The Brazilian Highlands | You're Going to Want that Tooth                             | 12 de março         |
| 6  | 2009 | Survivor: Tocantins – The Brazilian Highlands | The First Fifteen Days                                      | 25 de março         |
| 7  | 2009 | Survivor: Tocantins – The Brazilian Highlands | One of Those Coach Moments                                  | 2 de abril          |
| 8  | 2009 | Survivor: Tocantins – The Brazilian Highlands | The Dragon Slayer                                           | 9 de abril          |
| 9  | 2009 | Survivor: Tocantins – The Brazilian Highlands | The Biggest Fraud in the Game                               | 16 de abril         |
| 10 | 2009 | Survivor: Tocantins – The Brazilian Highlands | It's Funny When People Cry                                  | 23 de abril         |
| 11 | 2009 | Survivor: Tocantins – The Brazilian Highlands | They Both Went Bananas                                      | 30 de abril         |
| 12 | 2009 | Survivor: Tocantins – The Brazilian Highlands | The Ultimate Sacrifice                                      | 7 de maio           |
| 13 | 2009 | Survivor: Tocantins – The Brazilian Highlands | The Martyr Approach                                         | 14 de maio          |
| 14 | 2009 | Survivor: Tocantins – The Brazilian Highlands | I Trust You But I Trust Me More                             | 17 de maio          |
| 15 | 2009 | Survivor: Tocantins – The Brazilian Highlands | Survivor: Tocantins - The Brazilian Highlands - The Reunion | 17 de maio          |
| 16 | 2010 | Especial                                      | Surviving Survivor                                          | 4 de fevereiro      |
| 17 | 2010 | Survivor: Heroes vs. Villains                 | Slay Everyone, Trust No One                                 | 11 de fevereiro     |
| 18 | 2010 | Survivor: Heroes vs. Villains                 | It's Getting the Best of Me                                 | 18 de fevereiro     |
| 19 | 2010 | Survivor: Heroes vs. Villains                 | That Girl Is Like a Virus                                   | 25 de fevereiro     |
| 20 | 2010 | Survivor: Heroes vs. Villains                 | Tonight, We Make Our Move                                   | 4 de março          |
| 21 | 2010 | Survivor: Heroes vs. Villains                 | Knights of the Round Table                                  | 11 de março         |
| 22 | 2010 | Survivor: Heroes vs. Villains                 | Banana Etiquette                                            | 24 de março         |
| 23 | 2010 | Survivor: Heroes vs. Villains                 | I'm Not a Good Villain                                      | 1 de abril          |
| 24 | 2010 | Survivor: Heroes vs. Villains                 | Expectations                                                | 8 de abril          |
| 25 | 2010 | Survivor: Heroes vs. Villains                 | Survivor History                                            | 15 de abril         |
| 26 | 2010 | Survivor: Heroes vs. Villains                 | Going Down in Flames                                        | 22 de abril         |
| 27 | 2010 | Survivor: Heroes vs. Villains                 | Jumping Ship                                                | 29 de abril         |
| 28 | 2010 | Survivor: Heroes vs. Villains                 | A Sinking Ship                                              | 5 de maio           |
| 29 | 2010 | Survivor: Heroes vs. Villains                 | Loose Lips Sink Ships                                       | 13 de maio          |
| 30 | 2010 | Survivor: Heroes vs. Villains                 | Anything Could Happen                                       | 16 de maio          |
| 31 | 2010 | Survivor: Heroes vs. Villains                 | Survivor: Heroes vs. Villains - The Reunion                 | 16 de maio          |